# Sarcophaga pseudobenaci
Sarcophaga pseudobenaci är en tvåvingeart som först beskrevs av Baranov 1942.  Sarcophaga pseudobenaci ingår i släktet Sarcophaga och familjen köttflugor.
Artens utbredningsområde är Serbien. Inga underarter finns listade i Catalogue of Life.